# Blommersia
Blommersia é um género de anfíbios da família Mantellidae. É endémico de Madagáscar.

## Espécies
- Blommersia angolafa Andreone, Rosa, Noël, Crottini, Vences, and Raxworthy, 2010
- Blommersia blommersae (Guibé, 1975)
- Blommersia dejongi Vences, Köhler, Pabijan, and Glaw, 2010
- Blommersia domerguei (Guibé, 1973)
- Blommersia galani Vences, Köhler, Pabijan, and Glaw, 2010
- Blommersia grandisonae (Guibé, 1973)
- Blommersia kely (Glaw and Vences, 1994)
- Blommersia nataliae Vieites, Nieto-Roman, Fernández, and Santos-Santos, 2020, ZooKeys, 994:
- Blommersia sarotra (Glaw and Vences, 2002)
- Blommersia transmarina Glaw, Hawlitschek, Glaw, and Vences, 2019
- Blommersia variabilis Pabijan, Gehring, Köhler, Glaw, and Vences, 2011
- Blommersia wittei (Guibé, 1973)